# Z/X Code reunion
《Z/X Code reunion》是以Broccoli發行的交換卡片遊戲《Z/X》為原作的漫畫作品。在集英社發行的雜誌《V Jump》2017年11月號開始連載。浦畑達彥原作，藤真拓哉作畫。
2019年10月8日至12月24日在TOKYO MX播放電視動畫，全12話。

## 故事簡介
通往5個異世界的門開啟，被稱作「Z/X」的生物們出現在這世界上的數年後
紛爭不斷的人類與Z/X之間的關係也逐漸安定
各務原安曇在5個異世界的其中1個「青之世界」治療重病，代價是與名為莉潔兒的Z/X成為搭檔，而且被指派進入「富士御崎學園」就讀。
入學日當天，學校被捲入了與「伊涅魯瑪」的戰鬥，「伊涅魯瑪」是足以毀滅世界的存在!
在戰亂之中，"安曇"偶然與學校為了對抗伊涅魯瑪而建的傳動軸以及4位學生相遇，與她們起身對抗「伊涅魯瑪」，遇到危機時拯救她們的是學校的學生會小隊。

## 登場角色
各務原安曇（聲：小倉唯）
作品主角，藍色玩家，被選為富士御崎學園的第一期生。
莉潔兒（聲：內田彩）
明澄的Z/X夥伴。被科學極度發達的藍之世界派遣來監視安曇。
天之川衣奈（聲：水瀨祈）
白之玩家，和安曇一樣是新生，在開學典禮與安曇認識。Z/X夥伴是貓妖精涅夫萊德。
月形由仁（聲：富田美憂）
綠色玩家，富士御崎學園的新生。
鬼神野朱里（聲：鈴木愛奈）
紅色玩家，富士御崎學園的新生。身材高挑，總是帶著日本刀。
東雲纏（聲：長繩麻理亞）
黑色玩家，富士御崎學園的新生。性格文靜，經常抱著玩偶宗妮。

## 出版書籍
| 卷數 | 集英社        | 集英社                 | 集英社                 |
| 卷數 | 發售日期      | 通常版 ISBN            | 限定版 ISBN            |
| ---- | ------------- | ---------------------- | ---------------------- |
| 1    | 2018年10月4日 | ISBN 978-4-08-881521-3 | ISBN 978-4-08-908332-1 |
| 2    | 2019年11月1日 | ISBN 978-4-08-882116-0 | ISBN 978-4-08-908372-7 |
| 2    | 2020年11月4日 | ISBN 978-4-08-882446-8 | ISBN 978-4-08-908392-5 |

## 電視動畫
2019年10月8日開始於TOKYO MX播出。2015年2月22日在「秋葉原Z/X Stream 2015.SPRING」的會場上公布「新動畫企劃始動」的消息。

### 製作人員
- 原作：Broccoli[6]
- 角色原案：藤真拓哉[6]
- 監督：末田宜史（日语：末田宜史）
- 角色設計：[6]
- 系列構成：浦畑達彥[6]
- 劇本：浦畑達彥、
- 音樂：桑原聖（日语：桑原聖）
- 音樂製作：Arte Refact
- 片頭、片尾曲：Elements Garden
- 動畫製作：Passione[6]
- 製作：Z/X Code reunion製作委員會

### 主題曲
片頭曲「Destiny」
作詞：織田明日香，作曲：上松範康，編曲：岩橋星實，主唱：小倉唯
片尾曲
作詞：織田明日香，作曲、編曲：都丸椋太，主唱：小倉唯、內田彩

### 各話列表
| 話數     | 日文標題 | 中文標題 | 劇本     | 分鏡              | 演出                                                                | 作畫監督                                                                           |
| -------- | -------- | -------- | -------- | ----------------- | ------------------------------------------------------------------- | ---------------------------------------------------------------------------------- |
| Code 01. |          |          | 浦畑達彥 | 末田宜史          | 中邑正                                                              | 森川侑紀、海堂浩幸 橋本英樹、柳澤正秀 小林史緒里、吉岡敏幸 築山翔太                |
| Code 02. |          |          | 浦畑達彥 | 末田宜史          | 大島克也                                                            | 柳澤正秀、橋本英樹 石原惠治、小林史緒里 平田雄三                                   |
| Code 03. |          |          | 浦畑達彥 | 森本育郎          | 東亮佑                                                              | 植竹康彥、海堂浩幸 小林史緒里、佐佐木洋也 柴田健兒、橋本英樹 吉岡敏幸              |
| Code 04. |          |          | 浦畑達彥 | 山田雅之          | 山田雅之                                                            | 平田雄三、柴田健兒 小林史緒里、佐藤桂                                              |
| Code 05. |          |          |          | 高橋丈夫          | 北村將                                                              | 近藤源一郎、柳澤正秀 橋本英樹、石原惠治 海堂浩幸、佐佐木洋也 中尾高之、小林史緒里  |
| Code 06. |          |          | 浦畑達彥 | 貓飼密            | 宮田亮                                                              | 李慶、吳曉偉、尤茜                                                                 |
| Code 07. |          |          |          | 橫內一樹 末田宜史 | 野木森達哉                                                          | 佐佐木洋也、小林史緒里                                                             |
| Code 08. |          | 暑假！   | 浦畑達彥 | 佐藤雄三          | 村山靖                                                              | NAM SAEHWAN、植竹康彥 佐佐木洋也、柴田健兒 海堂浩幸、築山翔太 小林史緒里、佐藤祐子 |
| Code 09. |          |          |          | 星川孝文 坂田純一 | 葛西良信                                                            | Hwang Yeongsik                                                                     |
| Code 10. |          |          | 山田雅之 | 東亮佑            | 海堂浩幸、林史緒里 佐佐木洋也、柴田健兒 橋本英樹、平田雄三 松下清志 |                                                                                    |
| Code 11. |          |          | 森本育郎 | 村山靖 山田雅之   | 七靈石、胡根、王俊 易龍、周敦桃、馮永旭                             |                                                                                    |
| Code 12. |          |          | 浦畑達彥 | 高橋丈夫          | 末田宜史 中邑正 龍輪直征                                            | 、柳澤正秀 平田雄三、櫻井正明 橋本英樹、小林史緒里 海堂浩幸、佐佐木洋也 松下清志   |

### BD
| 卷數 | 發售日期     | 收錄話數      | 規格編號  |
| ---- | ------------ | ------------- | --------- |
| 1    | 2020年2月4日 | 第1話－第6話  | BIXA-9121 |
| 2    | 2020年4月2日 | 第7話－第12話 | BIXA-9122 |

## 外部連結
- Z/X -Zillions of Enemy X-官方網站 （页面存档备份，存于）（日語）
- V Jump WEB （页面存档备份，存于）（日語）
- 電視動畫《Z/X Code reunion》官方網站 （页面存档备份，存于）（日語）